# خافي لارا
خافيير «خافي» لارا غراندي (من مواليد 4 ديسمبر 1985 في مونتورو، قرطبة) هو لاعب كرة قدم محترف إسباني، يلعب لنادي ألكويانو في مركز خط الوسط.

## وصلات خارجية
- خافي لارا على موقع قاعدة بيانات كرة القدم.إي يو (الإنجليزية)
- خافي لارا على موقع Soccerway.com (الإنجليزية)
- خافي لارا على موقع كووورة
- خافي لارا على موقع AS.com (الإسبانية)

- BDFutbol profile
- Futbolme profile (بالإسبانية)